# КАФ Електричар
КАФ Електричар је клуб америчког фудбала из Београда, у Србији. Клуб је био део СД „Електричар“, које чине студенти Електротехничког факултета у Београду. Основани су 2006. године и наступали су те исте сезоне у највишем рангу. Клуб се спаја са београдским Плавим змајевима на крају сезоне, па се понова осамостаљује и на крају гаси 2009. . Већина бивших играча Електричара прешла је у новосновани клуб Горштаци Земун